# Ernest Thomas Sinton Walton
Ernest Thomas Sinton Walton, irski fizik, * 6. oktober 1903, Dungarvan, Irska, † 25. junij 1995 Belfast, Severna Irska.
Walton je leta 1951 skupaj s Cockcroftom prejel Nobelovo nagrado za fiziko »za pionirsko delo o pretvorbi atomskega jedra z umetno pospešenimi atomskimi delci.«